# Kanton La Fresnaye-sur-Chédouet
Kanton La Fresnaye-sur-Chédouet (fr. Canton de La Fresnaye-sur-Chédouet) je francouzský kanton v departementu Sarthe v regionu Pays de la Loire. Tvoří ho 12 obcí.

## Obce kantonu
- Aillières-Beauvoir
- Blèves
- Chassé
- Chenay
- La Fresnaye-sur-Chédouet
- Les Aulneaux
- Lignières-la-Carelle
- Louzes
- Montigny
- Neufchâtel-en-Saosnois
- Roullée
- Saint-Rigomer-des-Bois